# NS02
ケースのようなケータイ NS02（ケースのようなケータイ えぬえす ぜろにい）は、韓・パンテック（輸入発売元・パンテックワイヤレスジャパン）が日本国内向けに開発した、auブランドを展開するKDDI／沖縄セルラー電話のCDMA 1X WIN対応携帯電話である。製造型番はPTX01（ぴーてぃーえっくす ぜろいち）。

## 概要
同キャリア向けの「NEW STANDARD」シリーズの一環として開発された音声用端末である。同社の簡単ケータイ W62PTをベースに再設計し、より個性的なデザインに特化した。その名の通りアタッシュケースをモチーフとしたデザインが特徴的である。なお、同期に発表された安心ジュニアケータイ K001やベルトのついたケータイ NS01同様、「LISMO Music」（EZ「着うたフル」 & LISMOビデオクリップ）には対応していない。
2009年度に発表・発売された同社のau向け端末はこの機種のみである。

## 沿革
- 2008年（平成20年）12月19日 - テュフ・ラインランド・ジャパンより設計認証[1]。
- 2009年（平成21年）1月29日 - KDDIより公式発表。
- 2009年2月20日 - 北海道、東北、関西、九州、沖縄地区にて発売。
- 2009年2月21日 - 上記以外の地区にて発売。
- 2009年10月 - 正規ショップでの販売を終了。
- 2012年（平成24年）3月 - 沖縄地区に限りCDMAぷりペイド用端末として提供開始。
- 2012年7月22日 - L800MHz帯（旧800MHz帯・CDMA Bandclass 3）によるサービスの停波によりそれ以降はN800MHz（新800MHz帯・CDMA Bandclass 0 Subclass 2）帯および2GHz（CDMA Bandclass 6）帯の各サービスで利用する事となる（予定）。

## 対応サービス
- EZニュースフラッシュ
- EZニュースEX（Web版のみ対応）

| 主な対応サービス                              | 主な対応サービス                                                                            | 主な対応サービス                        | 主な対応サービス         |
| --------------------------------------------- | ------------------------------------------------------------------------------------------- | --------------------------------------- | ------------------------ |
| LISMO Book （旧・EZブック）                   | EZ「着うた」 （ハイクオリティステレオ(HE-AAC)対応） EZ「着うたフル」 EZ「着うたフルプラス」 | LISMOビデオクリップ                     | LISMO Video              |
| EZチャンネル                                  | EZチャンネルプラス                                                                          | Touch Message                           | EZFeliCa                 |
| PCサイトビューア                              | EZアプリ FullGame!                                                                          | EZアプリ(BREW)                          | オープンアプリプレイヤー |
| ケータイ de PCメール                          | デコレーションメール                                                                        | デコレーションアニメ                    | au one メール            |
| EZナビウォーク                                | EZ助手席ナビ                                                                                | 安心ナビ                                | 災害時ナビ               |
| 緊急通報位置通知                              | ワンセグ                                                                                    | グローバルパスポート (レンタルサービス) | au BOX                   |
| au Smart Sports (Run & Walk / Karada Manager) | 赤外線通信 auフェムトセル (別途、ケータイアップデートにて対応)                              | じぶん銀行用アプリ 「じぶん通帳」       | 通話モード               |

など

## 不具合および新機能の追加
2010年6月30日に以下の新機能の追加がケータイアップデートにより行われた。
- 宅内用小型基地局「auフェムトセル」に対応した。